# دختران قناری

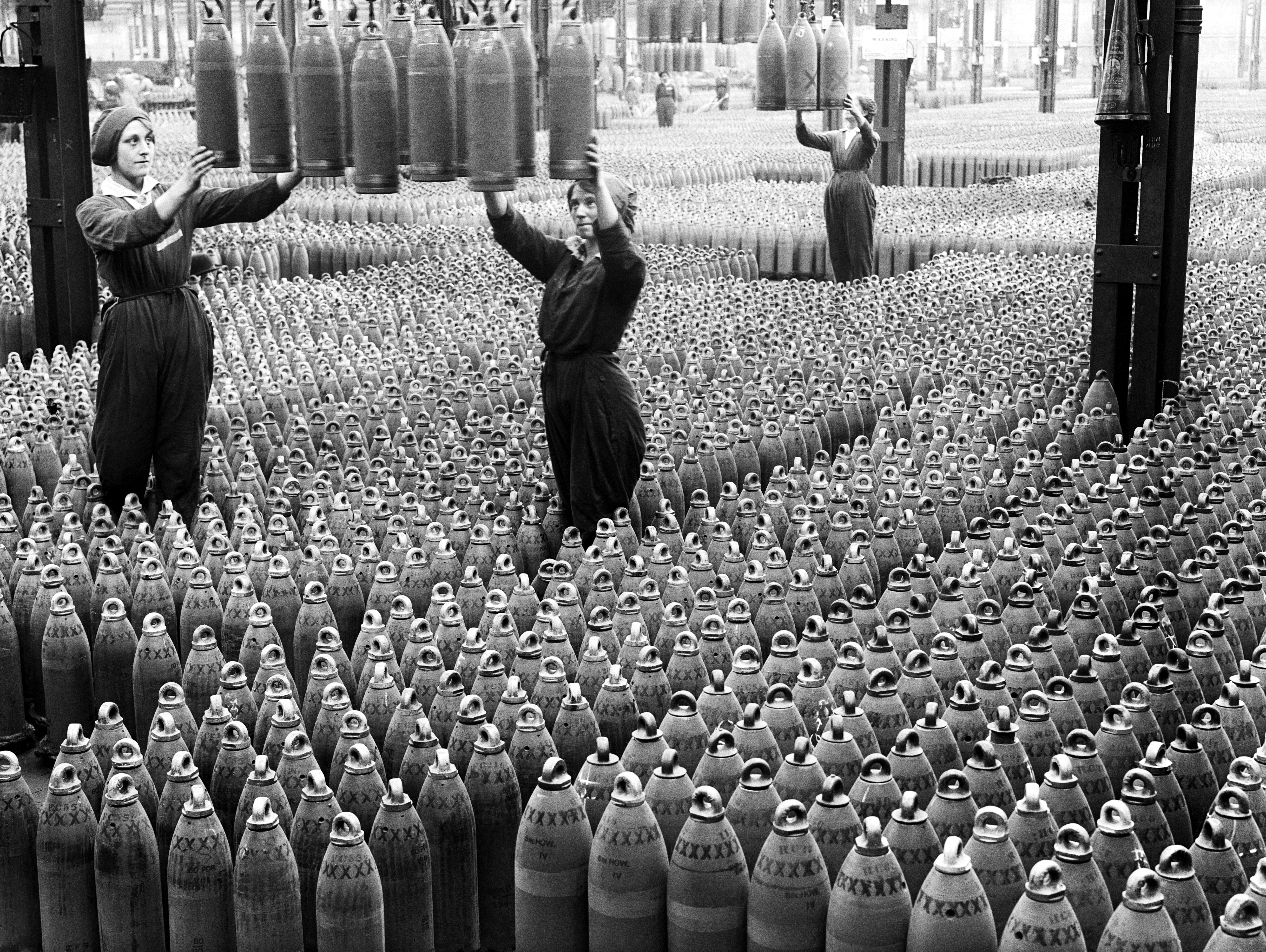
زنان کارگر و خمپاره TNT در کارخانه پر کردن چیلول، ناتینگهامشایر، در سال ۱۹۱۷. عکس: موزه سلطنتی جنگ

دختران قناری به زنان انگلیسی که در ساخت مهمات خمپاره تی‌ان‌تی (TNT) در طول جنگ جهانی اول (۱۹۱۴–۱۹۱۸) کار می‌کردند گفته می‌شود. این نام مستعار به دلیل این بود که این دختران در معرض TNT که سمی است بودند و این باعث شد که به تدریج رنگ پوستشان به زرد-نارنجی تبدیل شود که شبیه آلای قناری اهلی است.